# منتخب سريلانكا لكرة الطائرة للرجال
منتخب سريلانكا لكرة الطائرة للرجال هو ممثل سريلانكا الرسمي في المنافسات الدولية في كرة طائرة في فئة كرة الطائرة للرجال
.